# Tropo (música)
Originalmente se conocía como tropo a un recurso musical utilizado en antiguos entornos populares profanos.
En la música griega, el tropo era la altura basada en la octava media de las voces y el elemento principal de la estructura musical.
En la época medieval, se denominó tropo a una forma musical que prolongaba y embellecía la liturgia añadiéndole texto, música o ambos; frecuentemente la música incorporada eran antiguos melismas de origen griego o romano.
En el canto gregoriano el tropo consiste en añadir palabras en los melismas. No se cantaban, se utilizaban como recurso nemotécnico para facilitar la memorización de los melismas.
Inicialmente el texto se insertaba para explicar la liturgia y posteriormente también para su embellecimiento. La Iglesia católica aceptó fácilmente incorporar el tropo a su liturgia ya que embellecía la existente sin crear nuevos elementos. Con el tiempo, los nuevos textos se incorporaron en todos los elementos de la misa, aunque son más frecuentes en el Introito y Kyrie, en especial en el Aleluya que ―junto con Benedicamus dómino― son los ejemplos más habituales de esta forma musical.
Su gran proliferación y los continuos cambios y sustituciones del texto original, dificultaban la comprensión de la liturgia y desvirtuaron su espíritu original.
Una prueba de ello se encuentra en las Confesiones de san Agustín.

Lo confieso: todavía me consagro con agrado al sonido, que viste y anima Tu palabra cuando se canta con voz dúctil y armoniosa
San Agustín

Finalmente la Iglesia sancionó su eliminación en el Concilio de Trento (1563).
Un «tropario» es una colección de cantos litúrgicos que incluyen tropos.

## Características de los tropos
- Eran cantos monódicos no mensurados.
- En su forma inicial no contenían texto, al evolucionar incorporaron primero texto literario sin rima y luego también en verso.
- Cuando se añadía texto, habitualmente se efectuaba al principio de la misa, en especial en el Kyrie, Epístola y Aleluya, utilizándose a modo de introducción para explicar o ampliar los cantos primitivos de la misa y para identificar la fiesta del rito romano de la iglesia católica que se celebraba.
- La inclusión de texto agrupando sílabas (por ejemplo en el Aleluya) trataba de facilitar la memorización de la música.
- Los diferentes tipos de tropos, aparecieron, evolucionaron y fueron sustituidos casi simultáneamente en el tiempo.

## Tipos de tropo

### Prosa y prósula

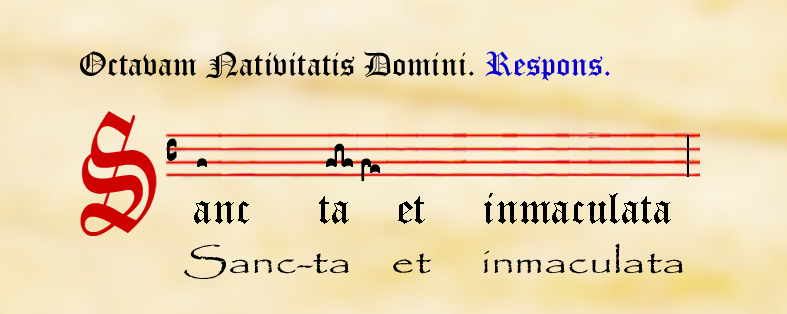
Tropo del tipo «prósula».

Estos tipos de tropo consisten en añadir texto a los cantos melismáticos (más notas musicales que texto) que ya existían.
En la Edad Media el término prosa se aplicaba a los cantos con más de una frase melódica, de las cuales al menos una se repetía. Prósula (diminutivo de prosa) eran los cantos formados por una única frase melódica repetida.
Inicialmente se les decía «prosa» a los tropos de texto no rimado, y posteriormente también a los de texto en verso.
Aparecen con mayor frecuencia en los cantos de responsos.
En los códices, habitualmente se identifican mediante las abreviaturas Ps y ps.
Modernamente el término «prosa» se aplica a las secuencia.
Características
- Consisten en añadir texto a cantos melismáticos.
- La longitud del texto añadido no modificaba la del melisma; normalmente se asociaba una sílaba a una nota, estilo silábico.
- Cada frase añadida finaliza con la misma sílaba o el mismo sonido vocal, asonancia.

Tomando como ejemplo las palabras Kyrie Eleison, en los ejemplos más antiguos, Kyrie se sustituía por una frase que terminaba en eleison, mientras que en los más evolucionados, el texto se intercala entre Kyrie y eleison. Algunos especialistas identifican el primer tipo como «tropo de sustitución».
- La melodía, se repetía con diferentes textos.
- Al evolucionar, algunos tropos extensos de este tipo se llegaron a utilizar con tanta frecuencia que fueron considerados como unidades musicales independientes, dando lugar a una forma musical conocida como «secuencia (en latín sequentia).
- Habitualmente, se insertaban después del Aleluya, en los cantos de responso, etc.; debido a su flexibilidad con el texto se hicieron de uso común utilizándose durante toda la Edad Media, por lo que se extendieron a casi todas las partes de la Misa, incluso en las de celebración de festividades de santos oficiales de la Iglesia católica.

Los tropos más habituales de este tipo son los de Kyrie eleison y Christe eleison.

### Melismático (añadir música)
Este tipo de tropo consiste en añadir elementos exclusivamente musicales a cantos litúrgicos existentes; actualmente se le considera el método primitivo de tropar.

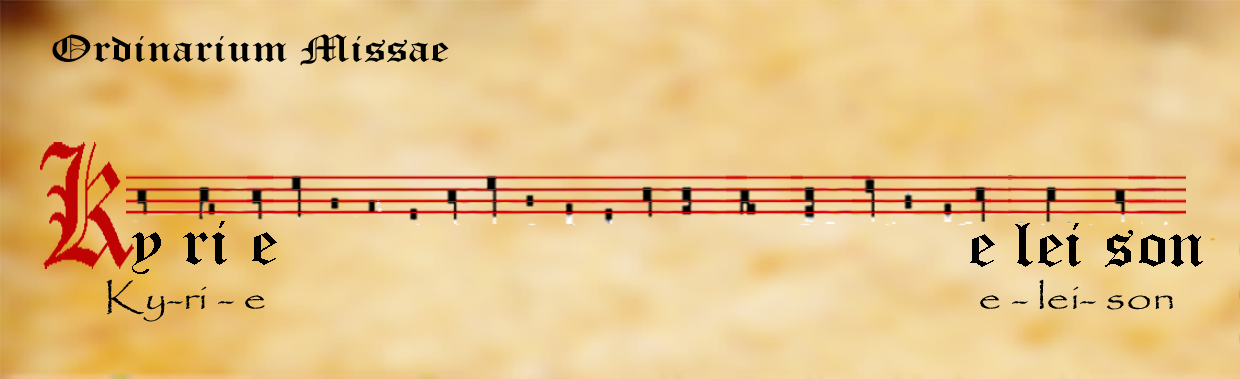
Tropo tipo melisma largo.

En los códices más antiguos, se le identificaba como neuma (melisma), melodía o secuencia.
Características
- Consiste en añadir música al canto original.
- Según algunos musicólogos constituye la técnica inicial de tropar.
- Este tipo de tropo aparece habitualmente en el Gloria, Introito y responsos de la Misa, aunque es especialmente frecuente en el Aleluya y sus repeticiones.

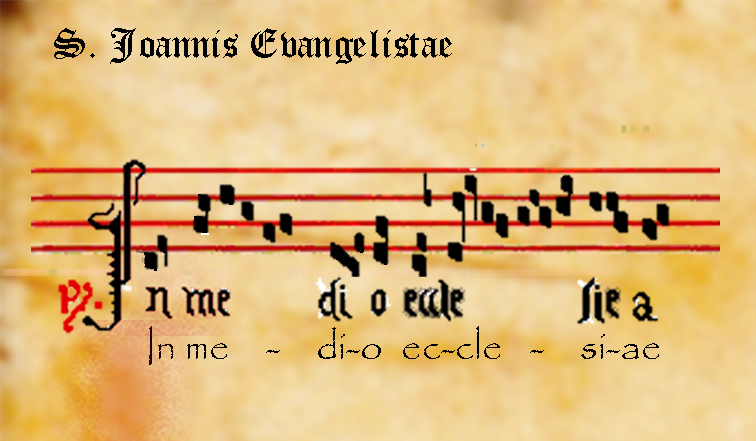
Tropo tipo melisma corto.

- Si se encuentra dentro del texto, normalmente es corto y sirve para separar frases literarias; situado al final del canto, alarga la melodía pudiendo llegar a ser muy extenso.
- En algunos casos de Aleluya, llaman la atención repeticiones múltiples de grupos de notas sin ningún texto.
- El mismo tropo frecuentemente era modificado y reutilizado en diferentes cantos en función de las necesidades del tiempo litúrgico.
- Aunque se continúo componiendo y usando tropos melismáticos durante toda la Edad Media, en el siglo X fueron sustituidos por la secuencia.

Un ejemplo que ilustra las características de este tipo de tropo lo constituye el organum triple Aleluya Nativitas de Perotín, con un gran melisma entre Al y le, uno más corto entre lu y ya y dos extensos melisma entre le y lu y entre la sílaba final de Aleluya y la inicial de Nativitas. Otros ejemplos típicos de este caso, son Descendit de coelis (descendió de los cielos), conocido como un tropo melismático especialmente extenso, el melisma triple (en latín neuma tríplex) y Benedicamus dómino, un elemento de la liturgia profusamente tropado.
|  |  |

### Mixto (añadir texto y música a un canto)

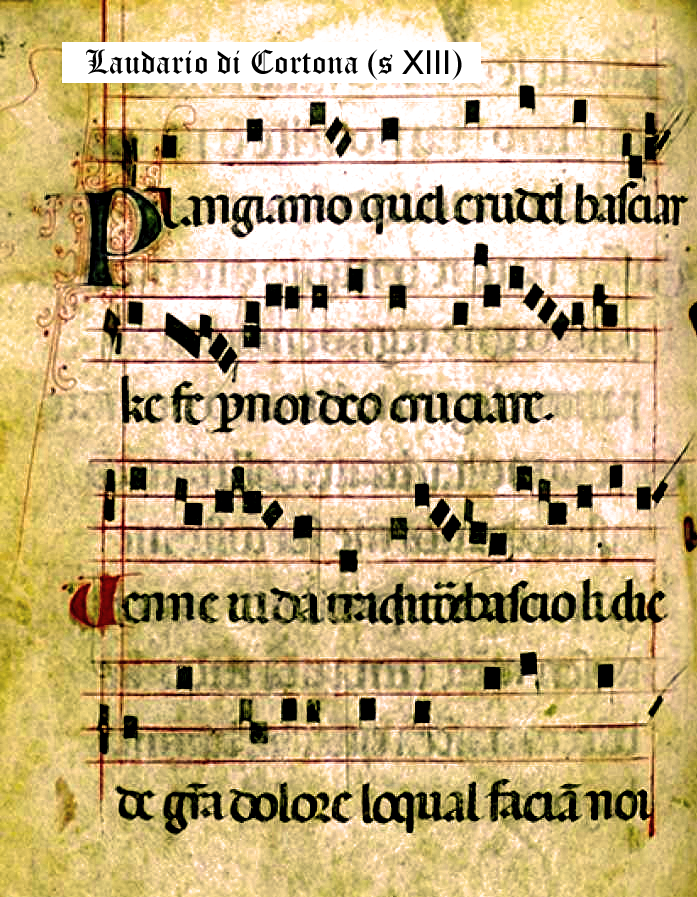
Tropo Mixto Laudes:Plangiamo quel crudel basciar[e] del Laudario di Cortona, Folio 46v.

Consiste en añadir texto y música simultáneamente a un canto litúrgico existente.
En la Edad Media fueron conocidos como tropus.
Características
- El texto y la música se añadían antes del canto o intercalado entre frases.
- Dependiendo de la parte de la Misa donde se aplicaban eran identificados con diferentes nombres, denominándose laudes los del Gloria y versus los del Sanctus y Agnus Dei.
- Este tipo de tropo era especialmente frecuente en el Introito, utilizándose como introducción del texto litúrgico original o explicando su contenido.

Ejemplos de este tipo de tropo son:
- Regnum tuum solidum del Gloria
- In medio ecclesie del responso de san Juan Evangelista
- Puer natus est nobis del Introito de la Navidad
- Kyrie, fons bonitatis... eleison del Ordinario

### Dialogado
Con este nombre se identificaban tropos de textos dialogados que dramatizaban pasajes del Evangelio.
A lo largo de la Edad Media, este tipo especial de tropo dio lugar al drama litúrgico.
Características
- Surgen en la Edad Media (siglo IX) en la Abadía de San Gall (Suiza).
- Se representaban durante los oficios religiosos en días de especial solemnidad, inicialmente en latín y posteriormente en las lenguas vernáculas.
- Cuando su representación se trasladó al Atrio de la iglesia y posteriormente a la calle, dio lugar al Drama Litúrgico.

Ejemplos típicos de esta clase de tropo son:
- ¿Quem queritis in sepulcro? (¿Qué buscáis en el sepulcro?) del Introito de Pascua; en el, las santas mujeres dialogan con un ángel junto al sepulcro de Jesucristo. Procede de un códice (año 933) del monasterio de San Marcial de Limoges (Francia) que se conserva en la Biblioteca Nacional de París.
- Officium pastorum drama de la Navidad.

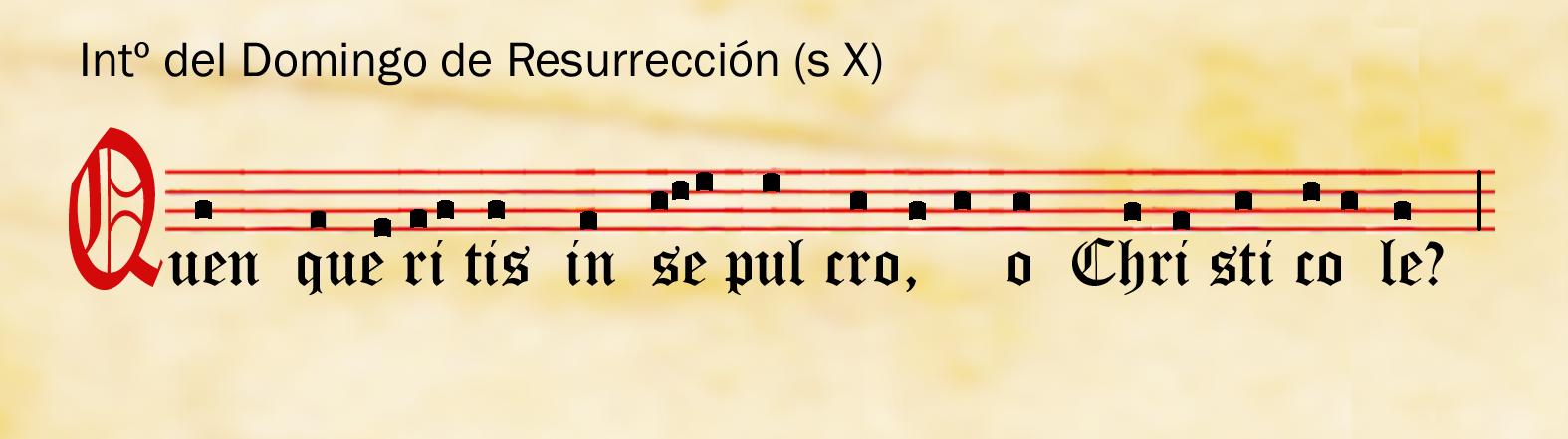
Tropo Dialogado: Quem queritis in sepulcro, drama litúrgico del introito de resurrección,
Monasterio de San Marcial de Limoges (Francia,). Copia moderna.

### Sustitución
Consiste en sustituir una o varias palabras de una frase literaria por una frase completa, manteniendo la última palabra. Algunos especialistas lo identifican como una forma inicial de tropo de prosa.
Tomando como ejemplo las palabras Kyrie eleison, Kyrie se sustituía por una frase que terminaba en eleison.
Ejemplos típicos de este tipo de tropo son:
- Kyrie: Summa Pater

Sum-me Pa-ter sum-mum prin-ci-pi-um e-le-ison.
(Padre altísimo, principio altísimo, ten piedad de nosotros).
- Kyrie: Cunctipotens genitor (Padre todopoderoso) del Códex calixtinus [f. 219 (190)] (siglo XII).

Cunctipotens genitor
Deus omni creator,
eleison
...

## Historia
Ver: Formas musicales por periodo, línea de tiempo
El origen del tropo no está claramente definido, parece que surgió a partir del estilo coral gregoriano en Francia en el siglo IX, en los monasterios de San Marcial de Limoges (Francia) y Saint Gall (Suiza), donde en el siglo IX, entre otros, destacó el compositor Tuotilio (f. 913), Códice Sangalliensis, 376, 402 y 484.
La primera noticia conocida sobre esta forma musical procede de Notker Bálbulus de la Abadía de Saint Gall (Suiza), que en su Sequentia se quejaba del arduo esfuerzo necesario para memorizar y recordar las longuísimas melodías formadas por melismas sin ningún texto.
En la abadía, huyendo de las invasiones normandas, se refugió un monje que conservaba un antifonario en el que debajo de cada nota había añadido las primeras sílabas de un texto latino para ayudar a recordar las melodías; esto inmediatamente llamó la atención de Notker Bálbulus que adoptó y difundió el método.
Al evolucionar, esta técnica se hizo muy popular extendiéndose por todos los monasterios, permaneciendo vigente a lo largo de toda la Edad Media.
Inicialmente, en los textos de liturgia romana antigua y gregoriana se incorporaban melismas de origen griego y romano y posteriormente también texto literario en prosa y verso en latín, que ayudados por la expansión de este lengua, renovaban, embellecían y allanaban su adaptación a las costumbre de ese tiempo, facilitando el objetivo de la iglesia romana de convertirse en la religión preponderante, una vez asegurado el poder político al aliarse con Carlomagno.
Los tropos de tipo melisma evolucionaron a lo largo de los siglos IX y X, apareciendo simultáneamente las formas en rima y las secuencia primitivas. Los tropos han tenido un papel relevante en la historia musical y literaria, estimulando y encauzando la creatividad de la lírica latina en el entorno religioso (liturgia) y profano (trovadores, cantares de gesta, etc.).
Las continuas ampliaciones y sustituciones tanto del texto como de la melodía de los cantos de la Misa, llevó a la iglesia romana a considerar que los tropos desvirtuaban el concepto original del canto llano y su uso en la liturgia, por lo que impulsó una vuelta a su pureza, que fue llevada a cabo por los monjes de Solesmes y que culminó con la llamada reforma palestriniana ratificada en el Concilio de Trento (1563) que suprimió el uso de tropos en la liturgia romana.
Su antecesor fueron los himnos y cantos griegos, romanos y judíos. Paulatinamente fueron sustituidos por las secuencias debido a su mayor flexibilidad.

## Compositores
- Notker Bálbulus (840-912), monje de la abadía de Saint Gall (Suiza).
- Bischof Liutward (f. 900/901), de Vercelli (Italia).
- Ado de Viena (Austria).
- Tuotilo (f.913), monje de la abadía de Saint Gall (Suiza).
- Ratpert, monje de la abadía de Saint Gall (Suiza).
- Waltram, monje de la abadía de Saint Gall (Suiza).
- Ekkehart, monje de la abadía de Saint Gall (Suiza).
- Salomon, monje de la abadía de Saint Gall (Suiza).
- Notker el Germánico, monje de la abadía de Saint Gall (Suiza).
- Amalarius (siglo IX).

## Composiciones
- Adeste fideles (Venid fieles), Adviento de Navidad
- Agnus Dei
- Aleluya: Dicite in gentibus (Decid entre la gente).
- Aleluya: Pascha Nostrum, misa del domingo de Pascua
- Aleluya Nativitas de Perotín
- Benedicamus dómine
- Gloria
- Hodie Christus natus est (Hoy Cristo ha nacido), Adviento de Navidad
- Hodir cantandus est, Códice 484 St. Gall
- Kyrie eleison
- Christe eleison
- Kyrie: Auctor celorum
- Kyrie: Descendit de coelis (descendió de los cielos), Responsorio de Navidad del Común de la Misa
- Kyrie fons bonitatis de Fiestas Solemnes (siglo X).
- Kyrie: In medio ecclesiae, responso de san Juan Evangelista.
- Laudes:facta est cum angelo, Fiesta de Navidad
- Laudes: Gaudeamus dómine
- Laudes: Plangiamo quel crudel basciar[e]
- Puer natus est nobis (Un niño nos ha nacido), Adviento de la Navidad
- ¿Quem queritis in sepulcro? (¿Qué buscáis en el sepulcro?), Introito de Pascua
Códex: St. Gallen, Stiftsbibliothek, Códice 376, pág. 197
Título: Kalendar, Computus, Tropar, Graduale, Sequentiar
- Regina Caeli
- Spiritus Dómini, introito de la misa de Pentecostés